# Gavit

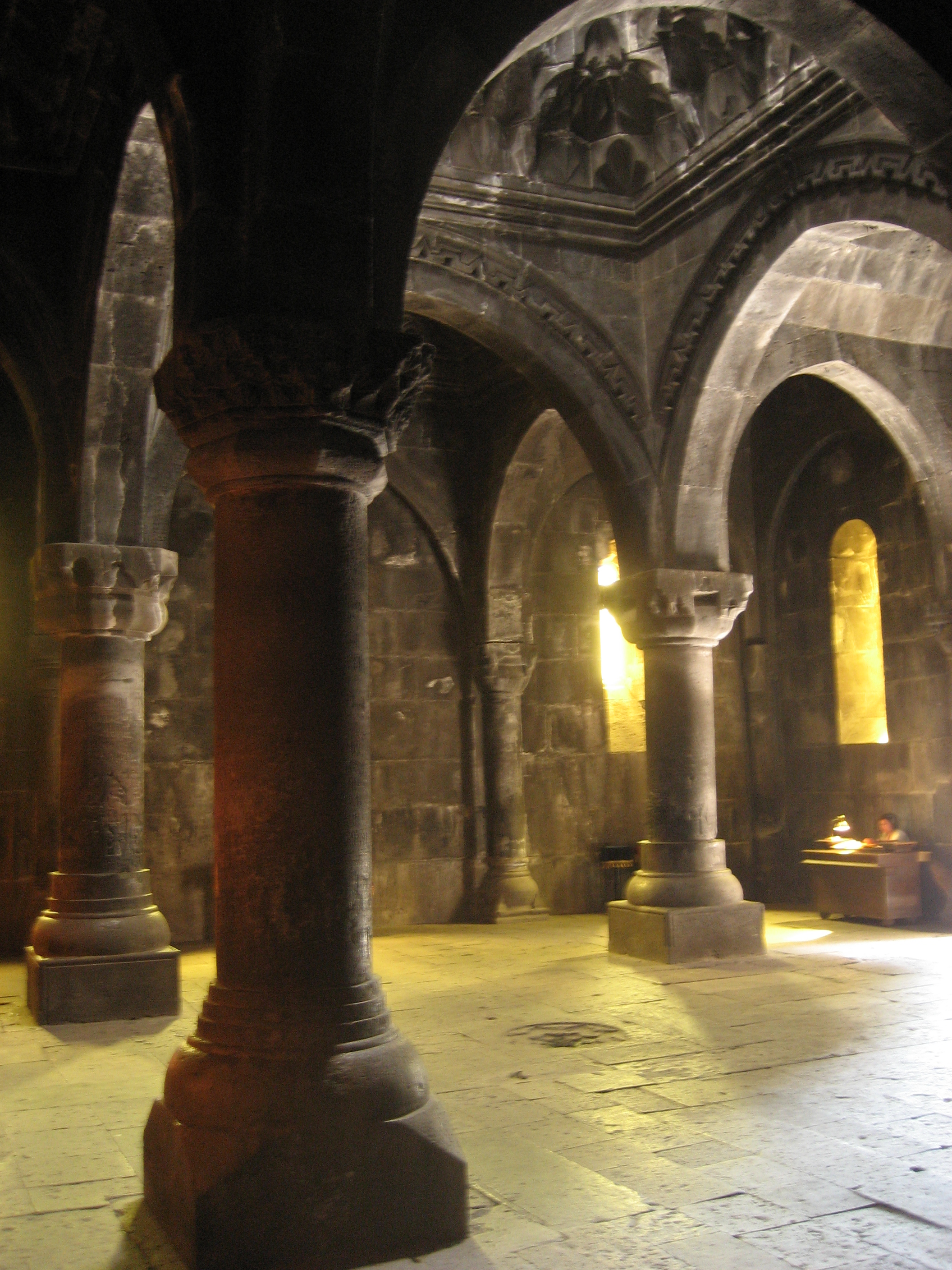
Gavit del Monasterio de Geghard en Armenia.

Un gavit (en armenio: Կավիտ o գավիթ) o zhamatun (en armenio: ժամանտուն) es una suerte de nártex (atrio de una iglesia) que se encuentra exclusivamente en la arquitectura armenia. A menudo, se ubica contiguo al lado occidental de la iglesia en un monasterio medieval armenio. Además de servir como entrada a la iglesia, podía fungir como mausoleo y sala de reuniones.

## Descripción
Existió una evolución en los estilos de gavit, los cuales se diferenciaron por su refinamiento y por su fecha de construcción.
El primer estilo de gavit se componía de salas oblongas con bóvedas sostenidas por arcos dobles. Contenía un erdik al centro, el cual era una especie de linterna para la luz. Esta forma de gavit desapareció en favor de una sala cuadrada con cuatro columnas con una cobertura dividida en nueve secciones, provista de una cúpula en el centro. Finalmente, la última versión de gavit no tenía columnas, pero sí una cobertura de arcos cruzados.

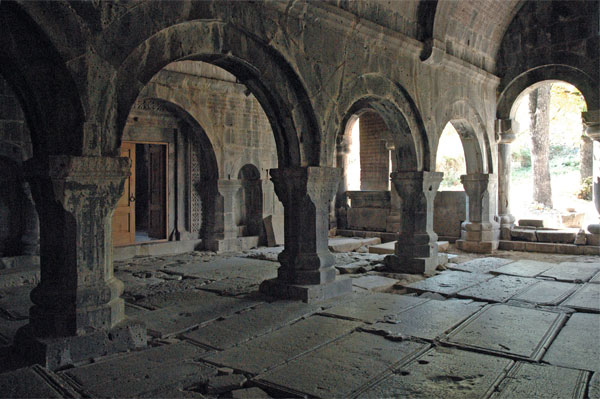
Gavit del primer estilo en Sanahin, Sourp Astvatsatsin.
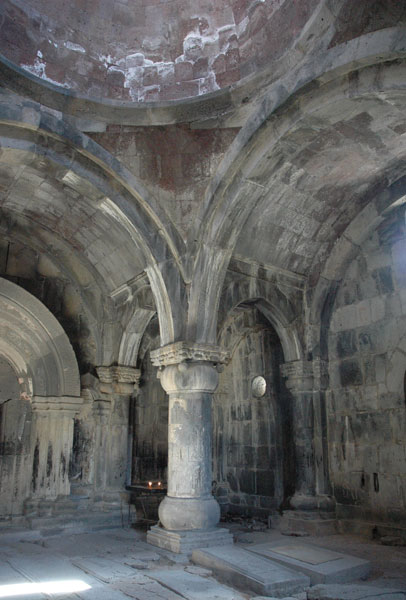
Gavit del segundo estilo en Sanahin, Sourp Amenakrpitch.
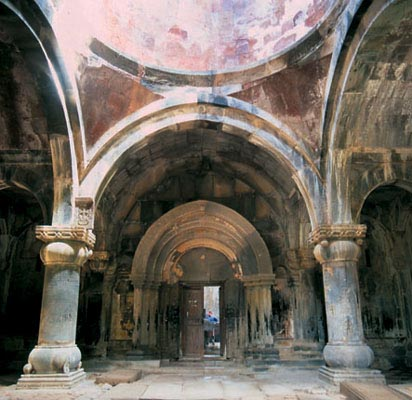
Gavit del segundo estilo en Hovhannavank.